# 三河屋 (チェーンストア)
株式会社三河屋（みかわや、英: MIKAWAYA CO,Ltd.）は、愛知県を営業基盤とするスーパーマーケットを運営する企業である。

## 歴史・概要
1971年（昭和46年）3月に佐藤壮が「小牧センター」内にあった「三河屋精肉店」小牧店を暖簾分けし、「三河屋」の屋号で独立したのが始まりである。
創業当初は肉の消費量自体が少なかったため、店頭でステーキを焼いて試食させる実演販売を行い、徐々に売上を伸ばしていった。
1972年（昭和47年）に初の支店を小牧市へ出店し、1973年（昭和48年）に本部センターを建設した。
1975年（昭和50年）2月に「株式会社三河屋」を設立して法人化した。
1977年（昭和52年）12月に経営管理の近代化を目指してオフィスコンピューターを導入した。
1981年（昭和56年）6月に小牧市間々原新田上新池に加工工場と流通センターを開設し、本社・配送センターを開設した。
そして、その流通センターを利用していなかった日曜日のみをショッピングセンター化し、同年10月18日から「肉のびっくり市」を毎週日曜日に開催するようになった。
この「肉のびっくり市」は、営業日に約10万枚の折込広告を出したほか、東海ラジオ放送のCMを出すなど広域からの集客を目指した宣伝も展開していた。
レジ20台・駐車台数約600台を擁しても駐車待ちが出るほどの来店客を集め、青果店や日用雑貨店なども出店するようになり、週末のみのワンストップショッピングが可能な商業施設へ発展し、1983年（昭和58年）秋からは土曜日の営業を行うようになった。
その為、1984年（昭和59年）4月29日に尾西市開明]に「肉のびっくり市」の2号店として一宮店を開店した。
1985年（昭和60年）10月12日に外食部門の「大和産商株式会社」が当社の流通センターに隣接して肉料理店「ミートリッチやまと」を開店した。
1989年（平成元年）2月8日に小牧原駅に近い小牧市小牧原新田2400-1に本社を移転し、同年4月22日にしゃぶしゃぶなど和風肉料理店「三河」を開店した。
同年秋からは、従来従業員向けに行っていた講演会を一般市民にも開放し、「三河屋文化講演会」として開催するようになった。
かつてシジシージャパン（CGC）に加盟していたものの、2017年（平成29年）4月までに離脱している。

## 沿革
- 1971年（昭和46年）3月 - 佐藤壮が「小牧センター」内にあった「三河屋精肉店」小牧店を暖簾分けし、「三河屋」の屋号で独立[2]。
- 1972年（昭和47年） - 初の支店を小牧市へ出店[3]。
- 1973年（昭和48年） - 本部センターを建設[3]。
- 1975年（昭和50年）2月 - 「株式会社三河屋」を設立して法人化した[1]。
- 1977年（昭和52年）12月 - 経営管理の近代化を目指してオフィスコンピューターを導入[4]。
- 1981年（昭和56年）
  - 6月 - 小牧市間々原新田上新池に加工工場と流通センターを開設し[5]。
  - 10月18日 - 本社・配送センターで「肉のびっくり市」を開業[6]。
- 1984年（昭和59年）4月29日 - 尾西市開明]に「肉のびっくり市」2号店の一宮店を開店[8]。
- 1985年（昭和60年）10月12日 - 外食部門の「大和産商株式会社」が肉料理店「ミートリッチやまと」を開店[9]。
- 1989年（平成元年）
  - 2月8日 - 小牧市小牧原新田2400-1に本社を移転[10]。
  - 4月22日 - しゃぶしゃぶなど和風肉料理店「三河」を開店[10]。
- 1992年（平成4年）5月 - びっくり市酒店 開店（パワーズリカー（POWER'S LIQUOR）に発展）。[要出典]
- 2004年（平成16年）7月 - （株）ロークス本舗グループ入り[広報 1]。
- 2005年（平成17年）
  - 7月 - （株）ブライトカフェグループ入り。[要出典]
  - 9月 - 持株会社（株）ブライトホールディングスグループの傘下となる[広報 1]。
- 2006年（平成18年）
  - 6月 - （株）川口屋グループ入り。[要出典]
  - 10月 - （株）川口屋と合併。[要出典]
- 2007年（平成19年）2月 - （株）ブライトカフェが社名を改め（株）ブライトフードサービスとなる。[要出典]
- 2017年（平成29年） - 同年までにCGCグループを離脱[注 1]。

## 店舗

### 現行店舗
現行店舗の詳細は公式サイト内「お店のご案内」を参照。
- ビッグリブ（BIGLIVE）
- Mikawaya
- パワーズ（POWERS）
- サンマート - 関連会社の「株式会社サンショップ」が運営。2019年（平成31年）2月より順次三河屋グループとしての営業を開始。
- ピカイチ
- パワーズセンター小牧（小牧市間々原新田960[12]、1996年（平成8年）4月開店[12]）

店舗面積約13,162m2
カーマと共に核店舗として出店していた。

### 過去に存在した店舗
- 肉のびっくり市一宮店（尾西市開明]、1984年（昭和59年）4月29日開店[8]）

店舗面積約600坪、駐車場約1,600坪・約400台収容。
- Mikawaya多治見店（多治見市]、2023年（令和5年）3月開店[13] - 2024年（令和6年）5月28日開店[13]）

店舗面積約2,200m2
「多治見駅南地区市街地再開発事業」で建設されたJR多治見駅南口と2階がデッキで接続する商業施設「プラティ多治見」1階の約6割を占める各店舗として出店していたが、売上が計画の約半分に留まったことから1年強で閉店となった。

### 店舗の画像

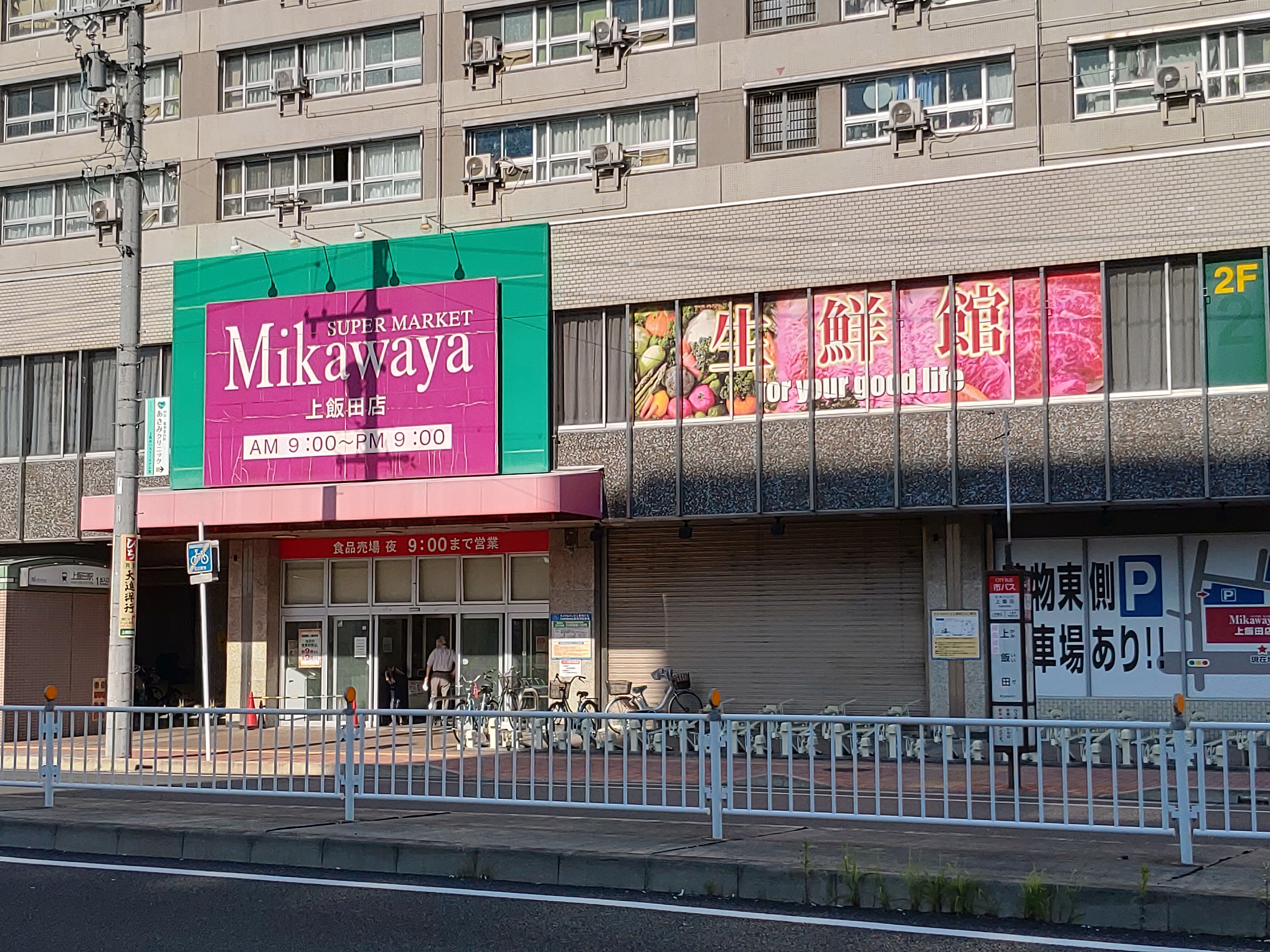
Mikawaya上飯田店（愛知県名古屋市北区）
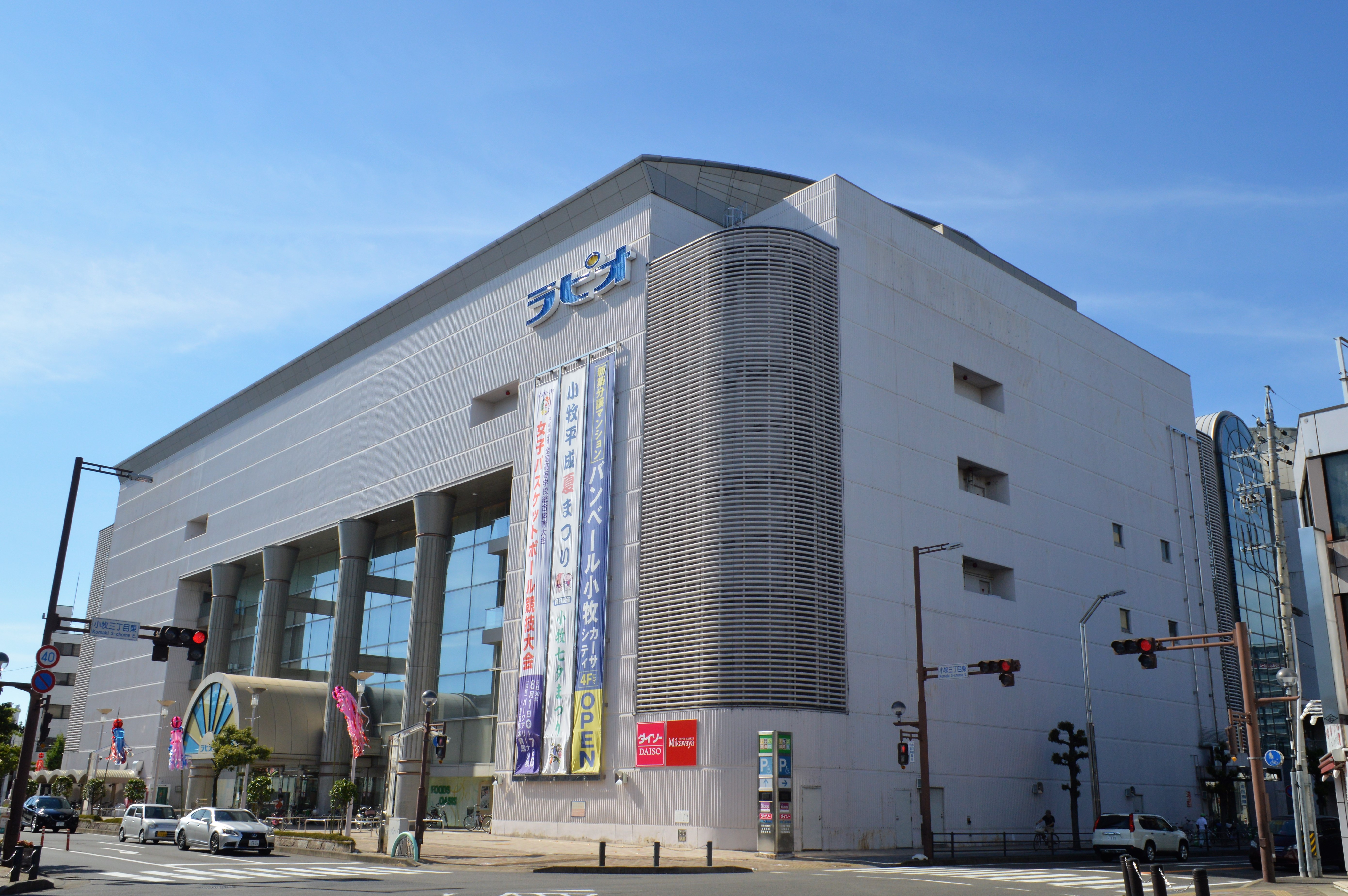
ラピオ（Mikawayaラピオ小牧店が入居、愛知県小牧市）
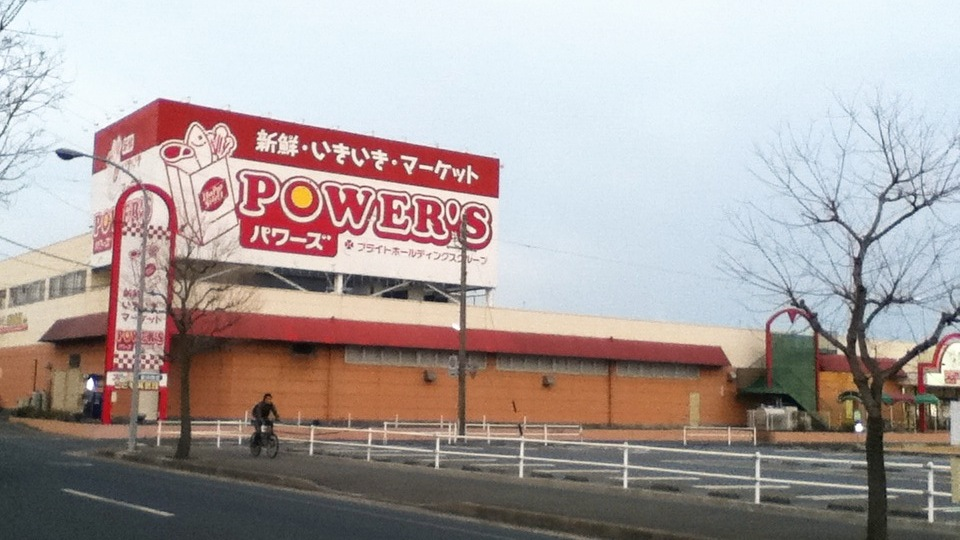
パワーズ富田店（三重県四日市市、閉店済）
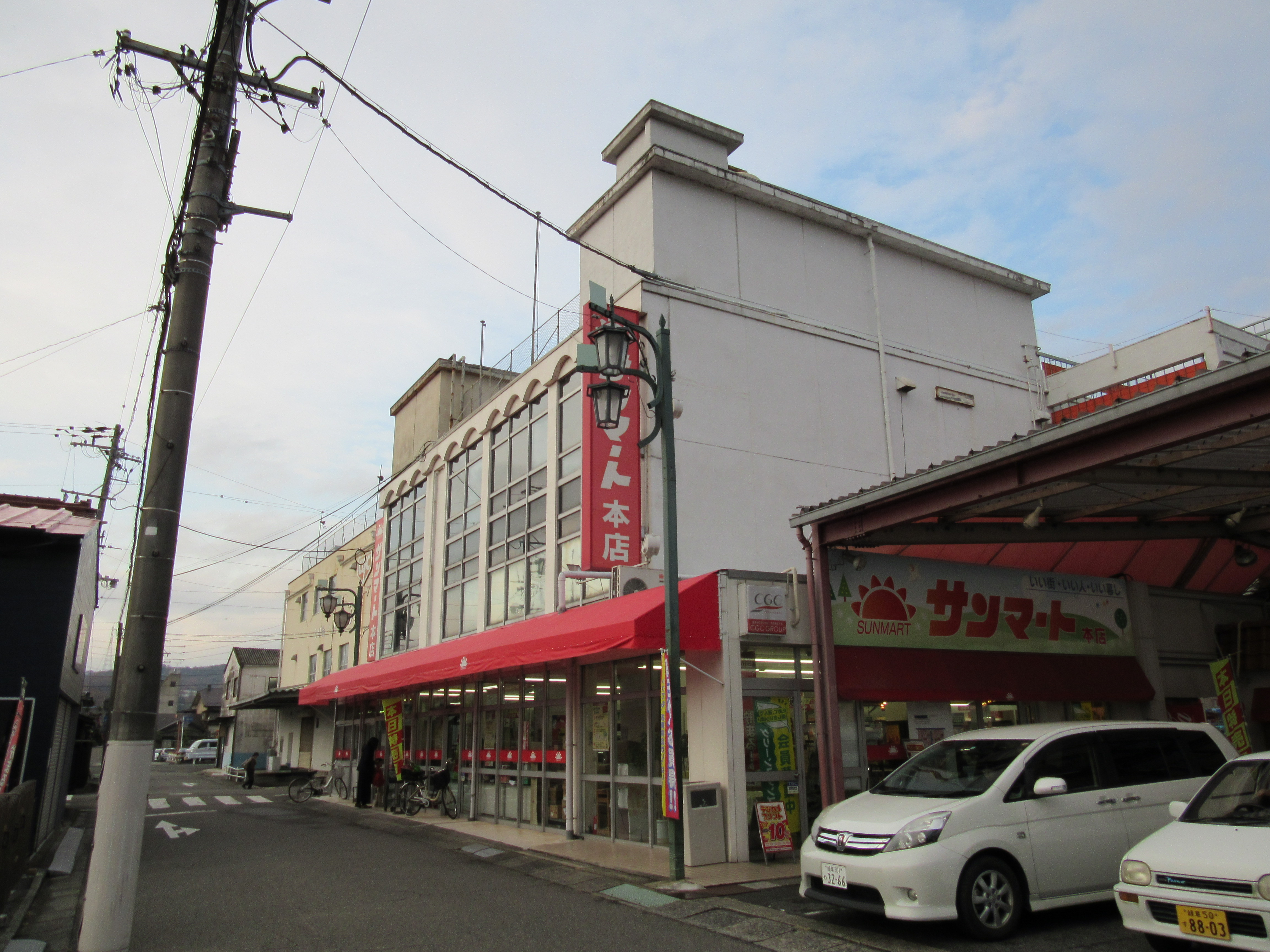
サンマート本店（岐阜県土岐市、閉店済）

## 関連企業
- 株式会社ブライトホールディングス（持株会社）[広報 1]
- 株式会社ブライトフードサービス（飲食店「ごちまる」（現在閉鎖）経営）[要出典]
- 株式会社ロークス本舗（食品製造販売）[要出典]
- 有限会社大和流通（商品卸売業）[要出典]
- 株式会社壮謙（食品製造販売）[要出典]

## その他
- 「びっくり市」時代、中京テレビにてスポットCM展開していた。[要出典]